# Cobălcescu-Insel
Die Cobălcescu-Insel (französisch Île Cobălcescu) ist eine kleine und schneefreie Insel mit zwei abgerundeten Berggipfeln im Palmer-Archipel vor der Westküste der Antarktischen Halbinsel. Sie liegt 1,5 km südöstlich von Two Hummock Island.
Teilnehmer der Belgica-Expedition (1897–1899) unter der Leitung des belgischen Polarforschers Adrien de Gerlache de Gomery entdeckten und benannten die Insel. Namensgeber ist der rumänische Geologe und Paläontologe Grigore Cobălcescu (1831–1892), der zu den Dozenten von Emil Racoviță gehört hatte, dem Biologen der Forschungsreise.